# Diocesi di Sozusa di Libia
La diocesi di Sozusa di Libia (in latino Dioecesis Sozusena in Libya) è una sede soppressa del patriarcato di Alessandria e una sede titolare della Chiesa cattolica.

## Storia
Sozusa di Libia, identificabile con Marsa-Susa nell'odierna Libia, è un'antica sede episcopale della provincia romana della Libia Pentapolitana (Cirenaica), sottomessa al patriarcato di Alessandria. Prima dell'avvento dell'imperatore Diocleziano, la città chiamata Apollonia: divenne capitale della Libya Superior a metà circa del V secolo.
Il cristianesimo raggiunse la regione in epoca abbastanza precoce e probabilmente una diocesi era già istituita nella seconda metà del III secolo. Secondo Martin, non è da escludere che uno fra Telesforo, Eufranore e Euporo, destinatari verso il 260 di una lettera di Dionisio di Alessandria, fosse vescovo di Sozusa.
Tuttavia sono solo due i vescovi attribuibili con certezza a quest'antica diocesi: Eliodoro, presente al concilio di Seleucia del 359; e Sosio (o Zosimo), che partecipò al concilio di Efeso del 449.
Dal 1933 Sozusa di Libia è annoverata tra le sedi vescovili titolari della Chiesa cattolica; la sede è vacante dall'11 dicembre 1989.

## Cronotassi

### Vescovi residenti
- Eliodoro † (menzionato nel 359)
- Zosimo † (menzionato nel 449)

### Vescovi titolari
- Hailé Mariam Cahsai † (24 febbraio 1951 - 9 aprile 1961 nominato eparca di Adigrat)
- Duraisamy Simon Lourdusamy † (2 luglio 1962 - 9 novembre 1964 nominato arcivescovo coadiutore di Bangalore)
- Guido Attilio Previtali, O.F.M. † (26 giugno 1969 - 11 dicembre 1989 deceduto)